# Stefanos Strouggīs
Stefanos Strouggīs (in greco Στέφανος Στρούγγης?; Volo, 9 ottobre 1997) è un calciatore greco, difensore del Kalamata.

## Caratteristiche tecniche
È un difensore centrale.

## Carriera

### Club
Cresciuto nel settore giovanile dell'Atromītos, debutta in prima squadra il 20 novembre 2017 in occasione dell'incontro di Souper Ligka Ellada perso 2-1 contro il PAOK, dove realizza anche la sua prima rete.

### Nazionale
Ha giocato nella nazionale greca Under-19.

## Statistiche
Statistiche aggiornate al 1º marzo 2021.

### Presenze e reti nei club
| Stagione        | Squadra         | Campionato      | Campionato | Campionato | Coppe nazionali | Coppe nazionali | Coppe nazionali | Coppe continentali | Coppe continentali | Coppe continentali | Altre coppe | Altre coppe | Altre coppe | Totale | Totale | Totale |
| Stagione        | Squadra         | Comp            | Pres       | Reti       | Comp            | Pres            | Reti            | Comp               | Pres               | Reti               | Comp        | Pres        | Reti        | Pres   | Reti   |        |
| --------------- | --------------- | --------------- | ---------- | ---------- | --------------- | --------------- | --------------- | ------------------ | ------------------ | ------------------ | ----------- | ----------- | ----------- | ------ | ------ | ------ |
| 2017-2018       | Atromītos       | SL              | 3          | 1          | CG              | 0               | 0               |                    | -                  | -                  |             | -           | -           | 3      | 1      |        |
| 2018-2019       | Atromītos       | SL              | 2          | 0          | CG              | 4               | 0               | UEL                | 0                  | 0                  |             | -           | -           | 6      | 0      |        |
| 2019-2020       | Atromītos       | SL              | 10         | 0          | CG              | 3               | 0               | UEL                | 0                  | 0                  |             | -           | -           | 13     | 0      |        |
| 2020-2021       | Atromītos       | SL              | 14         | 0          | CG              | 2               | 1               |                    | -                  | -                  |             | -           | -           | 16     | 1      |        |
| Totale carriera | Totale carriera | Totale carriera | 29         | 1          |                 | 9               | 1               |                    | 0                  | 0                  |             | -           | -           | 38     | 2      |        |